# Betsy Ross
Betsy Ross (* 1. Januar 1752 in Philadelphia, Province of Pennsylvania, Kolonie des Königreichs Großbritannien; † 30. Januar 1836 in Philadelphia, Pennsylvania, Vereinigte Staaten) soll die erste Flagge der Vereinigten Staaten genäht haben. Obwohl diese These sehr fraglich ist, hielt sie sich lange auch in amerikanischen Schulbüchern.

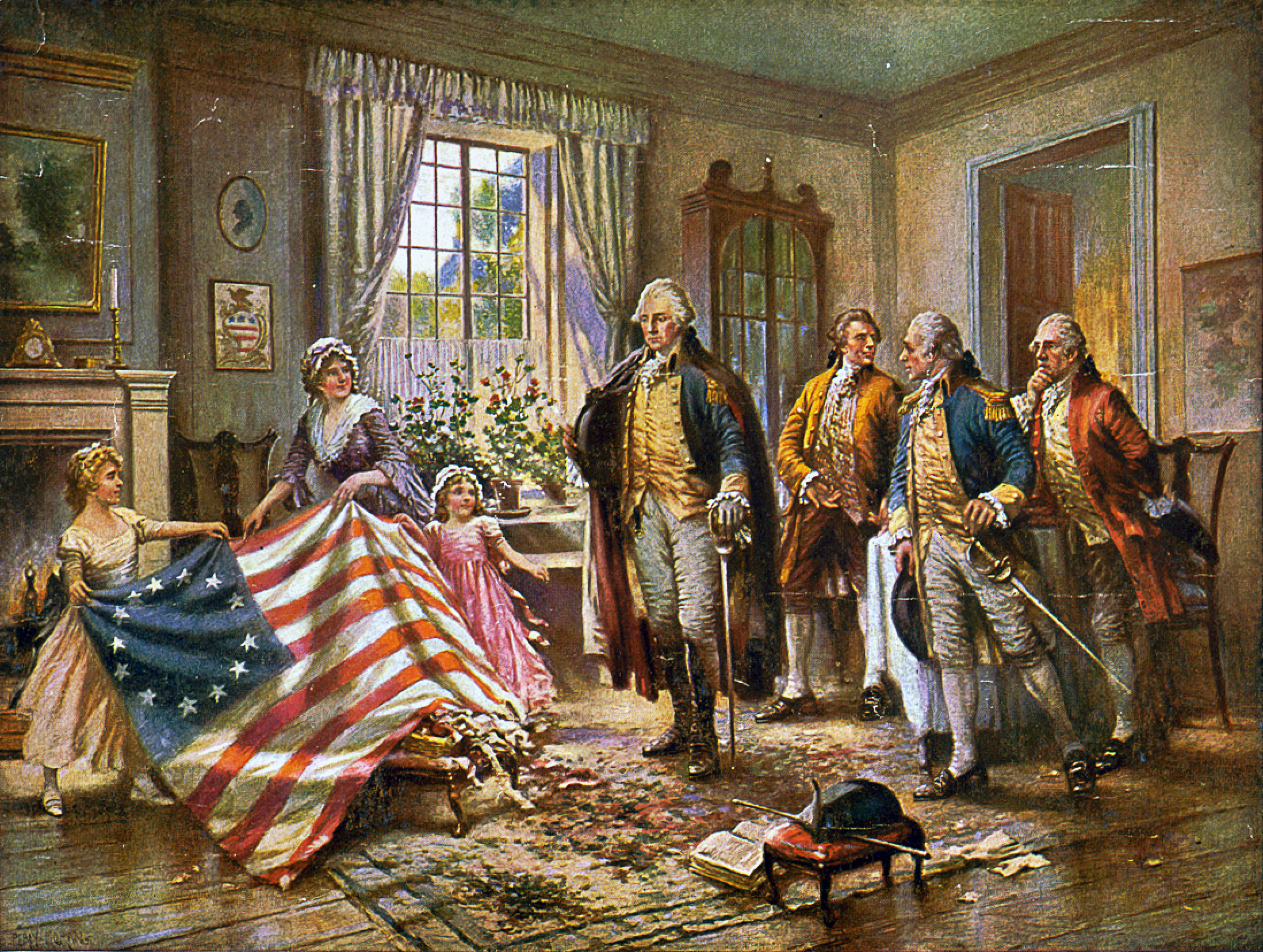
Betsy Ross und ihre Kinder präsentieren George Washington ihre genähte Flagge. Nach einem Historiengemälde von Percy Moran

Betsy Ross nähte angeblich die erste Flagge der Vereinigten Staaten mit 13 Sternen und 13 Streifen, die je eine der 13 Kolonien repräsentierten.

## Frühe Jahre
Sie wurde als Elizabeth „Betsy“ Griscom als achtes von siebzehn Kindern der Quäker Samuel und Rebecca Griscom (ihr Vater war ein Großmeister) geboren. Betsy besuchte Quäkerschulen, in denen sie lesen, schreiben und Hauswirtschaft (vielleicht auch Nähen) lernte. Das könnte ihr bei ihrer Lehre zur Polsterin geholfen haben, ein Beruf, der zu dieser Zeit alle Arten von Nähen einschloss, nicht nur das Beziehen von Möbeln.

## Erste Ehe
Während sie in ihrem Beruf arbeitete, verliebte sie sich in einen anderen Lehrling, John Ross, der der Sohn des anglikanischen Pfarrers der Christ-Church-Gemeinde in Philadelphia war. Weil die Quäker interkonfessionelle Ehen entschieden ablehnten, brannte das Paar 1773 über den Delaware River nach New Jersey durch, wo sie von William Franklin, Benjamin Franklins Sohn, getraut wurden. Das Paar wurde später aus der Quäker-Kirche ausgeschlossen.
Weniger als zwei Jahre später begannen sie ihr eigenes Gewerbe als Polsterer. Das Geschäft wurde durch den Amerikanischen Unabhängigkeitskrieg erheblich beeinträchtigt, da die Fabriken schwer zu erreichen waren und nur wenig Aufträge hereinkamen. John schloss sich der Pennsylvania-Miliz an und wurde 1775 bei einer Schießpulverexplosion tödlich verwundet, wonach Betsy das Geschäft allein übernahm.

## Die Legende vom Nähen der ersten Flagge

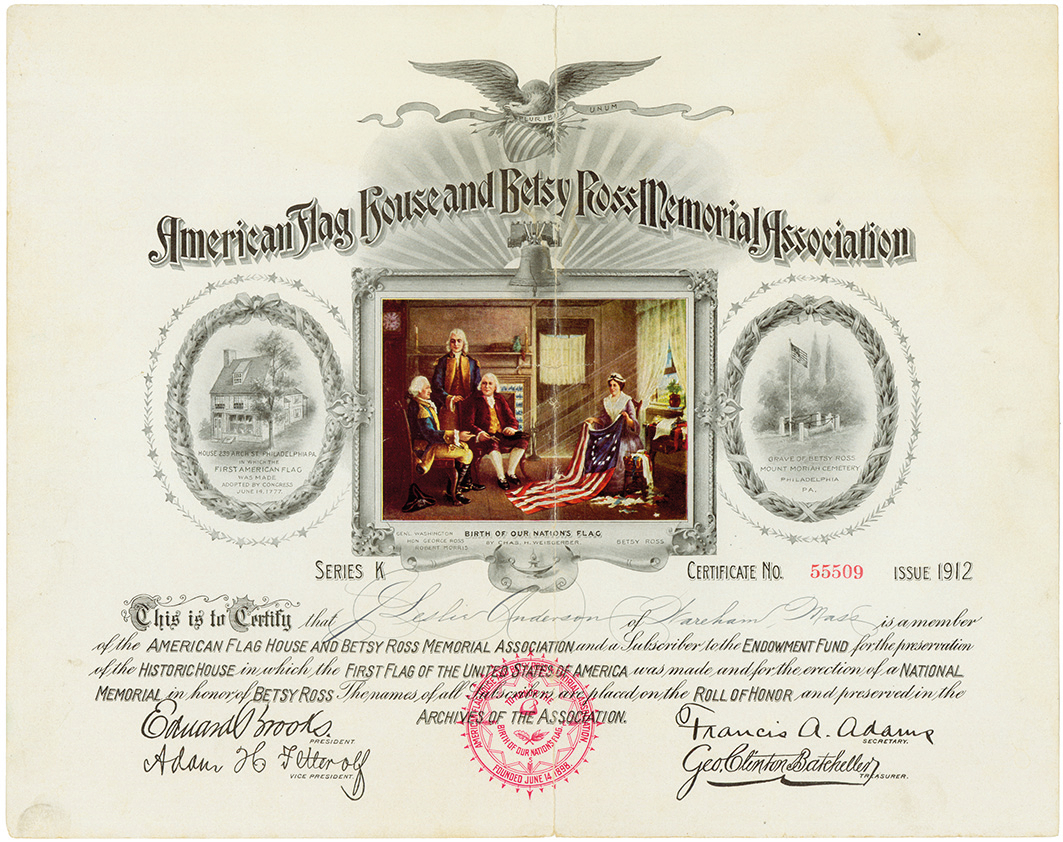
Zertifikat der American Flag House and Betsy Ross Memorial Association von 1912; rechts und links Vignetten mit dem Haus, in dem die Flagge hergestellt wurde, sowie mit dem Grab von Betsy Ross

Der Legende nach erhielt Betsy Ross im Juni 1776 einen Besuch von George Washington, George Ross und Robert Morris vom Kontinentalkongress. Sie hatte George Washington beim gemeinsamen Gebet in der Christ Church getroffen und bereits Knöpfe für ihn genäht. Außerdem war George Ross der Onkel ihres verstorbenen Gatten. Sie bezeichneten sich als das „Dreier-Komitee“ (möglicherweise umständehalber selbsternannt) und zeigten ihr einen Design-Entwurf, der mit Washingtons Bleistift gezeichnet worden war. Der Entwurf zeigte sechs-zackige Sterne und Betsy Ross schlug vor, stattdessen fünf-zackige Sterne zu nehmen. Die Flagge wurde von ihr in ihrem Wohnzimmer genäht.
Es gibt keine zeitgenössische Aufzeichnung dieser Versammlung; die Information basiert einzig auf den mündlichen Erzählungen ihrer Tochter und anderer Verwandter und wurde 1870 von ihrem Enkel William J. Canby in einer Zeitung der Historischen Gesellschaft von Pennsylvania veröffentlicht. Es gibt keine weitere unterstützende Dokumentation, dass Betsy Ross an der Bundesflagge beteiligt war, außer dass die staatliche Marinekommission von Pennsylvania sie mit der Herstellung von Schiffsfahnen und anderem beauftragte.
Einige Historiker glauben, dass Francis Hopkinson und nicht Betsy Ross die offizielle „Erste Flagge“ der Vereinigten Staaten gestaltet hat (13 rote und weiße Streifen mit 13 Sternen in einem Kreis auf einem blauen Feld). Hopkinson war ein Mitglied des Kontinentalkongresses und Unterzeichner der Deklaration.

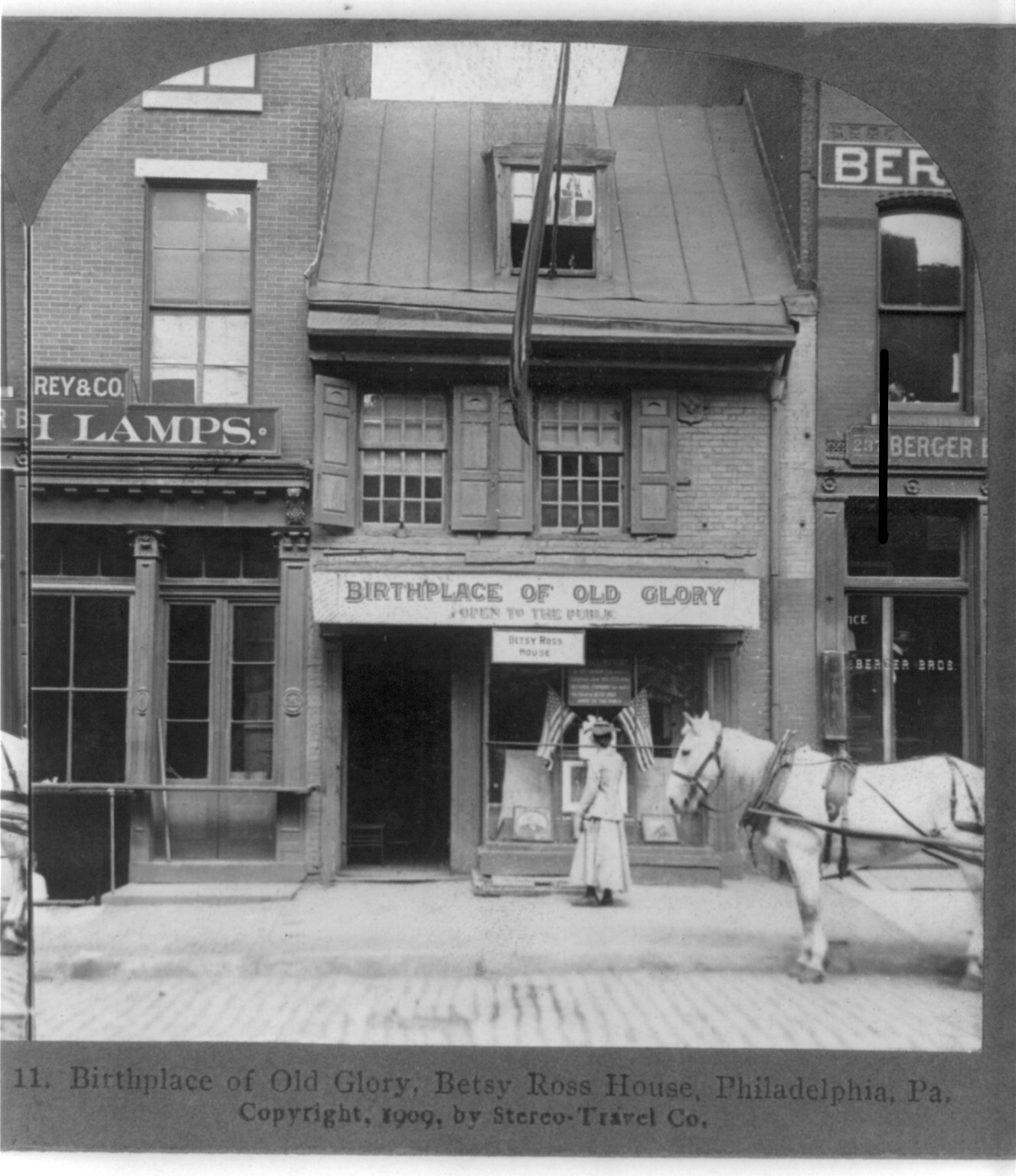
Geburtsstätte des Sternenbanners, Betsy-Ross-Haus, Philadelphia, Pa., 1903.

## Weiterer Lebenslauf
Nach John Ross’ Tod schloss sich Betsy Ross den Freien Quäkern an, die, anders als die traditionellen Quäker, die Kriegsanstrengungen unterstützten. Im Juni 1777 heiratete sie Kapitän Joseph Ashburn in der Old Swedes Church in Philadelphia. Britische Soldaten besetzten gewaltsam ihr Haus, als sie 1777 die Stadt kontrollierten.
Das Paar hatte zwei Töchter. Kapitän Ashburn wurde bei einer Versorgungsfahrt gefangen genommen und in das Old Mill Gefängnis geschickt, wo er im März 1782 mehrere Monate nach der Kapitulation von General Charles Cornwallis in Yorktown starb.
Im Mai 1783 heiratete sie John Claypoole, einen alten Freund, der ihr von Kapitän Ashburns Tod berichtet hatte. Das Paar hatte fünf Töchter zusammen. Er starb 1817 nach Jahren schlechter Gesundheit. Sie setzte ihre Arbeit als Polsterin bis 1827 fort. Nachdem sie sich zur Ruhe gesetzt hatte, zog sie mit ihrer verheirateten Tochter Susannah Satterthwaite zusammen, die ihr Geschäft fortführte.
Betsy Claypoole starb in Philadelphia im Alter von 84 Jahren und wurde auf dem Friedhof der Freien Quäker beigesetzt. Später wurden ihre Überreste auf den Mt. Moriah Friedhof umgebettet. Heute liegen ihre Gebeine auf dem Hof des Betsy-Ross-Hauses.